# De fiesta con El Binomio de Oro
De fiesta con El Binomio de Oro es el decimoctavo trabajo discográfico del Binomio de Oro, grabado por Codiscos y publicado el 27 de noviembre de 1990.

## Detalles
La producción de este álbum se grabó en Colombia por el sello Codiscos y en Venezuela por la casa disquera Sonográfica y se lanzó el mismo año también en los Estados Unidos por Sound Récords que lanzó el mismo álbum, el éxito del momento fue Cha Cun Cha de la autoría de Israel Romero que era sonado en Venezuela y Estados Unidos y luego en Colombia, que reemplazó la canción El talento en las mujeres incluida en esta producción. Otros éxitos de este álbum fueron De fiesta con El Binomio, Ensueño, Canción a las mujeres, Sólo con una palabra, Aquí está tu enamorado,  Cualquier momento es preciso para amar, Jardín de Fundación y Nostalgia.

## Canciones
1. De fiesta con El Binomio (Israel Romero) 4:25
2. Sólo con una palabra (Efrén Calderón) 4:30
3. Jardín de Fundación (Luis Enrique Martínez) 4:21
4. Ensueño (Raúl Rosero) 4:32
5. El talento en las mujeres (Gustavo Gutiérrez) 3:52
6. Cualquier momento es preciso para amar (Iván Ovalle) 4:27
7. Aquí está tu enamorado (Romualdo Brito) 4:24
8. Nostalgia (Israel Romero) 4:54
9. Canción a las mujeres (Orángel Maestre) 4:31
10. Te voy a olvidar (William Fajardo) 4:21

- Datos: Q47496833